# Grand Prix Cycliste de Montréal 2022
Das Straßenradrennen Grand Prix Cycliste de Montréal 2022 war die 11. Austragung des kanadischen Eintagesrennens. Das Rennen fand nach zwei Jahren Pause wieder am 11. September 2022 statt und war Teil der UCI WorldTour 2022.

## Teilnehmende Mannschaften und Fahrer
Neben den 18 UCI WorldTeams starteten auch 2 UCI ProTeams sowie eine Auswahl des kanadischen Nationalteams bei dem Rennen. Für jedes Team waren sieben Fahrer startberechtigt, wobei die Mannschaften Groupama-FDJ und die kanadische Auswahl das Rennen nur zu sechst in Angriff nahmen.
Mit dem Titelverteidiger Greg Van Avermaet (AG2R Citroën), Michael Matthews (BikeExchange-Jayco), Diego Ulissi (UAE Team Emirates), Peter Sagan (TotalEnergies) und Rui Costa (UAE Team Emirates) starteten fünf ehemalige Sieger des Rennens.
Mit Wout van Aert, Christophe Laporte (Jumbo-Visma), Tadej Pogačar (UAE Team Emirates), Biniam Girmay (Intermarché-Wanty-Gobert Matériaux), Michael Matthews (BikeExchange-Jayco), Benoît Cosnefroy (AG2R Citreon), Geraint Thomas, Daniel Felipe Martínez, Adam Yates (alle Ineos Grenadiers), Matej Mohorič (Bahrain Victorious), Mauro Schmid, Andrea Bagioli (beide Quick-Step Alpha Vinyl), David Gaudu (Groupama-FDJ), Romain Bardet, Søren Kragh Andersen, Andreas Leknessund (alle DSM), Jakob Fuglsang, Sep Vanmarcke (beide Israel-Premier Tech), Neilson Powless, Magnus Cort Nielsen (beide EF Education-EasyPost), Jasper Stuyven, Quinn Simmons (beide Trek-Segafredo), Peter Sagan, Anthony Turgis (TotalEnergies), Alex Aranburu (Movistar) und Warren Barguil (Arkéa-Samsic) startete eine Vielzahl an Siegesanwärtern.

## Streckenführung
Die Strecke, die um den Mont Royal verlief wurde im Jahr 2022 etwas verändert. Die Fahrer mussten einen 12,3 Kilometer langen Rundkurs im Uhrzeigersinn 18-mal befahren und legten so insgesamt 221,4 Kilometer zurück. Die Herzstücke des Rundkurses waren die Côte Camillien-Houde (212 m), Côte de Polytechnique (158 m) und der neue Anstieg der Avenue Pagnuelo (126 m), die auf jeder Runde einmal befahren wurden. Pro Runde wurden 269 Höhenmeter absolviert, womit das Rennen insgesamt 4842 Höhenmeter aufwies.
Nach dem Start und Zielbereich auf der Avenue du Parc in der Nähe des George-Étienne-Cartier-Monument führte die Strecke auf die Voie Camillien-Houde. Diese stieg über 1,8 Kilometer mit einer durchschnittlichen Steigung von 8 % an. Nach 2,1 gefahrenen Kilometern erreichten die Fahrer den höchsten Punkt und gelangten anschließend über die Chemin de la Côte-des-Neiges, Avenue Gatineau und Avenue Maréchal in die Nähe der Universität Montreal. Nach drei 90-Grad-Kurven und der Avenue Decelles begann die Straße auf der Chemin de la Tour wieder leicht zu steigen, ehe auf der Chemin de Polytechnique der zweite Anstieg nach 6,5 Kilometern überquert wurde. Dieser stieg im Schnitt mit 6 % über eine Länge von 780 Metern an. Nach einer schnellen Abfahrt auf der Chemin de la Ramp ging es über den Boulevard  Edouard Montpetit, die Avenue Vincent-d'Indy und die Chemine de la Côte-Sainte-Catherine zum letzten Anstieg. Dieser verlief auf der Avenue Pagnuelo, die für 534 Meter mit 7,5 % anstieg. Nachdem der letzte Anstieg nach 9,5 Kilometern überquert wurde, führte die Strecke über ein rund ein Kilometer langes Plateau auf dem Boulevard du Mont Royal, ehe es bergab auf die Avenue du Parc ging. Diese führt zunächst leicht bergab, ehe die letzten 500 Meter nach einer 180-Grad-Wende leicht bergauf ins Ziel führten.
|                       | km  | Länge (m) | Höhe (m) | Ø Steigung |
| --------------------- | --- | --------- | -------- | ---------- |
| Côte Camillien-Houde  | 2,1 | 1800      | 212      | 8 %        |
| Côte de Polytechnique | 6,5 | 780       | 158      | 6 %        |
| Pagnuelo              | 9,5 | 534       | 126      | 7,5 %      |

## Rennverlauf und Ergebnis
Nach einer hektischen Anfangsphase formierte sich in der zweiten Runde eine Fluchtgruppe, in der mit Andreas Leknessund (DSM), Florian Vermeersch (Lotto Soudal), Eddy Finé (Cofidis), Antonio Nibali (Astana Qazaqstan), Antoine Duchesne (Groupama-FDJ) und Théo Delacroix (Intermarché-Wanty-Gobert Matériaux) sechs Fahrer vertreten waren. Die Gruppe fuhr einen maximalen Vorsprung von rund sechs Minuten heraus, während im Hauptfeld die Mannschaften AG2R Citroën, Jumbo-Visma und Ineos Grenadiers die Tempoarbeit gestalteten.
Rund 88 Kilometer vor dem Ziel (mit noch sieben zu fahrenden Runden) übernahm das UAE Team Emirates die Führungsarbeit im Peloton und forcierte auf den anschließenden Runden das Tempo in den Anstiegen. Dies führte einerseits dazu, dass der Vorsprung der Ausreißer schrumpfte und zwang andererseits Fahrer im Hauptfeld zur Aufgabe. Mit Geraint Thomas (Ineos Grenadiers), Peter Sagan (TotalEnergies) und Biniam Girmay (Intermarché-Wanty-Gobert Matériaux) waren davon auch potenzielle Siegesanwärter betroffen. Zudem verloren mit Antonio Nibali und Eddy Finé die ersten Fahrer den Anschluss an die Spitzengruppe. Rund 60 Kilometer vor dem Ziel konnte auch Antoine Duchesne dem Tempo seiner Fluchtgefährten nicht mehr folgen, wodurch mit Andreas Leknessund, Florian Vermeersch und Théo Delacroix noch drei Fahrer an der Spitze des Rennens verblieben. Ihr Vorsprung auf das mittlerweile reduzierte Hauptfeld betrug jedoch nur noch zweieinhalb Minuten. 48 Kilometer vor dem Ziel erhöhte Andreas Leknessund mit noch vier zu fahrenden Runden das Tempo auf der Côte Camillien-Houde und setzte sich von seinen Gefährten ab, die eine Runde später vom Hauptfeld gestellt wurden. Nun übernahm erneut die Mannschaft Jumbo-Visma die Nachführarbeit im Peloton, wodurch die Anzahl der Fahrer im Hauptfeld weiter schrumpfte. Zudem kam zu einem Sturz in den die beiden EF Education-EasyPost-Fahrer Neilson Powless und Andrea Piccolo involviert waren, die beide anschließend das Rennen aufgaben.
In der vorletzten Runde wurde schlussendlich auch Andreas Leknessund im Anstieg der Côte Camillien-Houde, 24 Kilometer vor dem Ziel, eingeholt. Während mit Jasper Stuyven (Trek-Segafredo), Matej Mohorič (Bahrain Victorious) und Magnus Cort Nielsen (EF Education-EasyPost) weitere Mitfavoriten abgehängt wurden, verblieb mit Tobias Foss (Jumbo-Visma) nur noch ein Teamkollege an der Seite von Wout van Aert. Dies nutzten Simone Velasco (Astana Qazaqstan) und Frederik Wandahl (Bora-hansgrohe) die kurz nach der Abfahrt der Côte Camillien-Houde, rund 21 Kilometer vor dem Ziel, angriffen und sich vom stark reduzierten Hauptfeld absetzten. Die beiden arbeiteten gut zusammen und gingen mit einem Vorsprung von über einer halben Minute in die letzte Runde. Am Fuße der letzten Passage der Côte Camillien-Houde griff Daniel Felipe Martínez (Ineos Grenadiers) rund 12 Kilometer vor dem Ziel an. Kurz darauf attackierte auch Tadej Pogačar (UAE Team Emirates) und Wout van Aert sowie Andrea Bagioli (Quick-Step Alpha Vinyl) folgten ihm. Das Trio schloss zu Daniel Felipe Martínez und den beiden Spitzenreitern auf, während dahinter Romain Bardet (DSM) und Adam Yates (Ineos Grenadiers) mit weiteren Mitfavoriten versuchten die Lücke wieder zu schließen. Als das Tempo an der Spitze des Rennens etwas gedrosselt wurde, kam Adam Yates zurück und lancierte sofort eine neue Attacke, der nur Tadej Pogačar, Wout van Aert, Andrea Bagiloi und der ebenfalls zurückgekehrte David Gaudu (Groupama-FDJ) folgen konnten. Kurz vor dem höchsten Punkt kam auch Wout van Aert in Schwierigkeiten, rettete sich jedoch mit der neuen Spitzengruppe über die Kuppe. In der anschließenden Abfahrt baute das Quintett seinen Vorsprung auf die ersten Verfolger aus und fuhr geschlossen über die Côte de Polytechnique. Auf dieser griffen Romain Bardet, Giovanni Aleotti (Bora-hansgrohe) und Mauro Schmid (Quick-Step Alpha Vinyl) an, konnten jedoch nicht mehr zu der Spitze des Rennens aufschließen. Im Schlussanstieg der Avenue Pagnuelo forcierte Adam Yates das Tempo erneut, konnte seine Fluchtgefährten jedoch nicht mehr abschütteln, wodurch es zu einem Sprint kam. In diesem triumphierte Tadej Pogačar vor Wout van Aert und Andrea Bagioli. David Gaudu, der den Sprint eröffnet hatte, wurde hinter Adam Yates fünfter. Die ersten Verfolger erreichten das Ziel mit einem Rückstand von 22 Sekunden.
| Platz | Fahrer           | Nation | Team                        | Zeit                   |
| ----- | ---------------- | ------ | --------------------------- | ---------------------- |
| 01.   | Tadej Pogačar    | SLO    | UAE Team Emirates           | 5:59:38 h (36,93 km/h) |
| 02.   | Wout van Aert    | BEL    | Jumbo-Visma                 | "                      |
| 03.   | Andrea Bagioli   | ITA    | Quick-Step Alpha Vinyl Team | "                      |
| 04.   | Adam Yates       | GBR    | Ineos Grenadiers            | "                      |
| 05.   | David Gaudu      | FRA    | Groupama-FDJ                | "                      |
| 06.   | Mauro Schmid     | SUI    | Quick-Step Alpha Vinyl Team | + 0:22 min             |
| 07.   | Giovanni Aleotti | ITA    | Bora-hansgrohe              | "                      |
| 08.   | Romain Bardet    | FRA    | Team DSM                    | "                      |
| 09.   | Pello Bilbao     | ESP    | Bahrain Victorious          | + 0:28 min             |
| 10.   | Warren Barguil   | FRA    | Team Arkéa-Samsic           | + 0:31 min             |